# Escudo francés

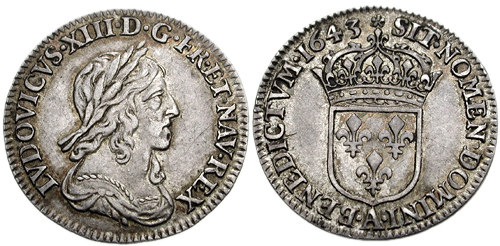
Moneda de escudo (21 mm, 2,26 g), con la efigie de Luis XIII.

El escudo (en francés: écu) es el nombre de una antigua moneda francesa. El primer escudo fue una moneda de oro (l'écu d'or, el escudo de oro) creada durante el reinado de Luis IX en 1266. La palabra 'écu' (del latín scutum) significa escudo, y la moneda fue llamada así porque su diseño incluía un escudo. El valor del escudo varió considerablemente con el tiempo. Después de la emisión de escudos de oro, se introdujeron otros de plata, conocidos como écu d'argent.
En los siglos siglo XVII y siglo XVIII, el nombre escudo se aplicaba solamente a una moneda de plata grande (acuñada por Luis XIII en 1640), inicialmente equivalente a tres libras tornesas. Desde 1690 hasta 1725, los valores de cambio fueron inestables, aparecieron nuevos escudos y los existentes se revalorizaron. A partir de 1726, el valor del escudo se mantuvo estable en seis libras de Tours. El valor del de plata (a veces llamado louis d'argent) se mantuvo entre un cuarto y la mitad del valor del de oro.
El escudo desapareció durante la Revolución francesa, pero las monedas de 5 francos de plata acuñadas durante el siglo siglo XIX fueron la continuación de los antiguos escudos, por lo que los franceses las llamaban 'écu'.